# Società Sportiva Pallacanestro Napoli-Pozzuoli
Maillots
La Società Sportiva Pallacanestro Napoli-Pozzuoli est un club féminin italien de basket-ball appartenant à la LegA Basket Femminile, soit le plus haut niveau du championnat italien. Le club est basé dans la ville de Pouzzoles.

## Historique
Accession à l'élite à l'issue de la saison 2006-07. Arrêt de l'activité à l'issue de la saison 2012-2013.

## Entraîneurs successifs
- Depuis ? :  Carlo Palumbo